# Amélia Christinat

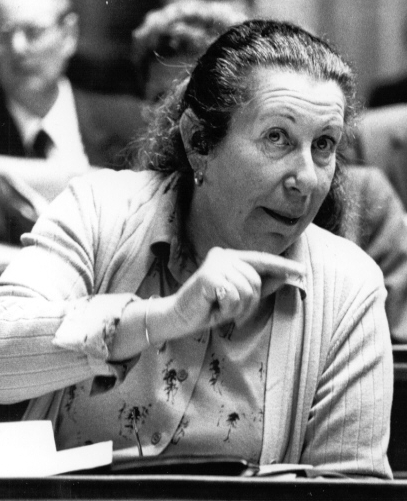
Amélia Christinat, 1986

Amélia Christinat (* 6. Februar 1926 in Corticiasca, Tessin; † 7. September 2016 in Genf) war eine Schweizer Nationalrätin (SP) und Frauenrechtlerin.

## Leben
Amélia Christinat wurde am 6. Februar 1926 in Corticiasca im Kanton Tessin geboren. Sie wuchs in armen Verhältnissen auf und ist die Tochter des Kesselmachers Eugenio Petralli und der Bergbäuerin Maria-Maddalena Minuzzi. An der Berufsschule Lugano liess sie sich zur Näherin ausbilden. Danach arbeitete sie beim Nähmaschinenhersteller Tavaro und später als Beamtin im Postscheckamt.
Im Oktober 1949 heiratete sie Emile Christinat. Ihre gemeinsame Tochter Nadia kam 1955 zur Welt. Emile starb 1994.
Amélia Christinat starb am 7. September 2016 an einem Schlaganfall im Alter von 90 Jahren.

## Werdegang
Im Jahr 1961 wurde Amélia Christinat Mitglied der Sozialdemokratischen Partei der Schweiz (SP). 1967 trat sie in den Gemeinderat der Stadt Genf ein, zwei Jahre später in den Grossen Rat des Kantons Genf. Am 16. Januar 1978 wurde sie als eine der ersten Frauen in den Nationalrat gewählt, als erste Sozialdemokratin im Kanton Genf. Bis 29. November 1987 war Amélia Christinat Nationalrätin.
Sie engagierte sich schon früh für das Frauenwahlrecht. Ausserdem kämpfte sie auf nationaler Ebene für die Mutterschaftsversicherung und für die stärkere Vertretung von Frauen in Parlamenten. Christinat musste bis zu ihrem 45. Lebensjahr warten, bis sie selbst in den Nationalwahlen abstimmen durfte. Ihre Leidenschaft brachte ihr in ihrer Partei den Spitznamen «la pasionaria» ein. Zusammen mit Yvette Jaggi gründete sie die Verbraucherorganisation Fédération romande des consommatrices, 1996 umbenannt in Fédération romande des consommateurs.